# Dysdera flagellifera
Dysdera flagellifera este o specie de păianjeni din genul Dysdera, familia Dysderidae, descrisă de Caporiacco, 1947.
Este endemică în Italia. Conține o singură subspecie: D. f. aeoliensis.